# Anthurium palenquense
Anthurium palenquense är en kallaväxtart som beskrevs av Thomas Bernard Croat. Anthurium palenquense ingår i släktet Anthurium och familjen kallaväxter. Inga underarter finns listade.